# Ализо
Ализо — в Германии крепость римской империи; была основана в 11 году до н. э. Друзом Старшим у впадения реки Елизо в Лупию (Липпе) с целью иметь точку опоры внутри, между жилищами бруктеров, каттов, херусков и сигамбров.

## История
Была разрушена германцами после поражения Публия Вара в 9 году нашей эры в Битве в Тевтобургском Лесу, но в 15 году вновь восстановлена римлянами.
Через год Ализо была осаждена германцами и освобождена Германиком, а в 47 году римляне отказались от неё навсегда.
Пока римляне вели войны внутри Германии, Ализо была для них важной точкой опоры. Сообщение с Рейном происходило по прикрытой шанцами военной дороге вдоль реки Липпе.

## Споры о месторасположении замка
Относительно положения замка было много споров:
- по Ледебуру, Ализо была расположена в окрестностях впадения р. Гленне и Лизе в р. Липпе, в нынешнем церковном округе Лисборн, и принадлежала к древней стране бруктеров;
- Почти такого же мнения придерживался и Зондермюлен, считавший что замок Алибо стоял на соединении рек Гленне и Лизе с р. Липпе[1];
- другие исследователи предполагали, что Алибо — теперешний Эльзен близ Падерборна, и отождествляли речку Альме с Елизо, например Гиферс[2];
- в противоположность ему Эсселден старался доказать, что древний замок Ализо лежал у соединения р. Азе и Липпе, неподалёку к западу от Гамма[3];
- Гюльзенбек переносил место, где стояла крепость, в окрестность между Люнен и Вальтроп, следовательно, около 10—12 км к северу от Дортмунда[4].